# Leuctridae
Leuctridae es una familia de plecópteros. Esta familia incluye 13 géneros y más de 300 especies descritas.

## Descripción
Estos pequeños plecópteros pueden alcanzar una longitud de 05-13 mm, pero la mayoría de las especies son de menos de 1 centímetro. Las alas son delgadas y cilíndricas, por lo general de color marrón oscuro. El resto de las alas parecen envolver los cuerpos. Los adultos se desarrollan en primavera, forman enjambre, y se aparean y ponen los huevos en el agua. Las larvas, amarillentas y delgadas, son herbívoras, alimentándose de plantas y residuos orgánicos.

## Distribución
Tiene una distribución holártica.

## Lista de subfamilias, tribus y géneros

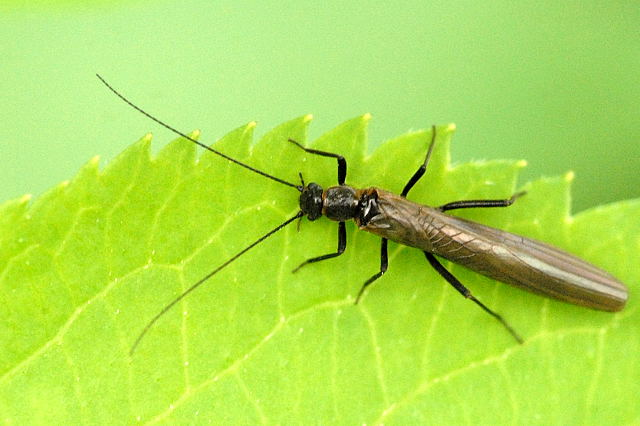
Leuctra inermis

- †Lycoleuctra Sinitshenkova, 1987 (fossil)

Leuctrinae Klapálek 1905
- Leuctrini Klapálek 1905
  - Calileuctra Shepard & Baumann, 1995
  - Despaxia Ricker, 1943
  - Euleuctra Illies, 1966
  - Leuctra (animal) Stephens, 1836
  - Moselia Ricker, 1943
  - Pachyleuctra Despax, 1929
  - Paraleuctra Hanson, 1941
  - Perlomyia Banks, 1906
  - Pomoleuctra Stark & Kyzar, 2001
  - Rhopalopsole Klapálek, 1912
  - Zealeuctra Ricker, 1952
- Tyrrhenoleuctrini
  - Tyrrhenoleuctra Consiglio, 1957

Megaleuctrinae Zwick 1973
- Megaleuctra Neave, 1934